# Gazte Koordinadora Sozialista
Gazte Koordinadora Sozialista (GKS) (en euskera, «Coordinadora Juvenil Socialista») és una organització juvenil comunista basca que forma part de l'autodenominat Mugimendu Sozialista.
La primera aparició pública de l'organització va tenir lloc a Gasteiz (Vitòria), el febrer de 2019. Afirmen que el seu objectiu és la «superació de la dominació burgesa i les diferents formes d'opresió». Entre les activitats organitzades per GKS trobem els denominats Gazte Sozialisten Topaguneak (en euskera, «Punts de Trobada de Joves Socialistes»). Actualment, té presència al País Basc, Navarra i el País Basc francès.

## Vegeu més
- Moviment Socialista d'Euskal Herria
- Horitzó Socialista
- Purna
- Trobada pel Procés Socialista (EPS)
- Joventut Comunista (UJCE)